# Chiapa de Corzo

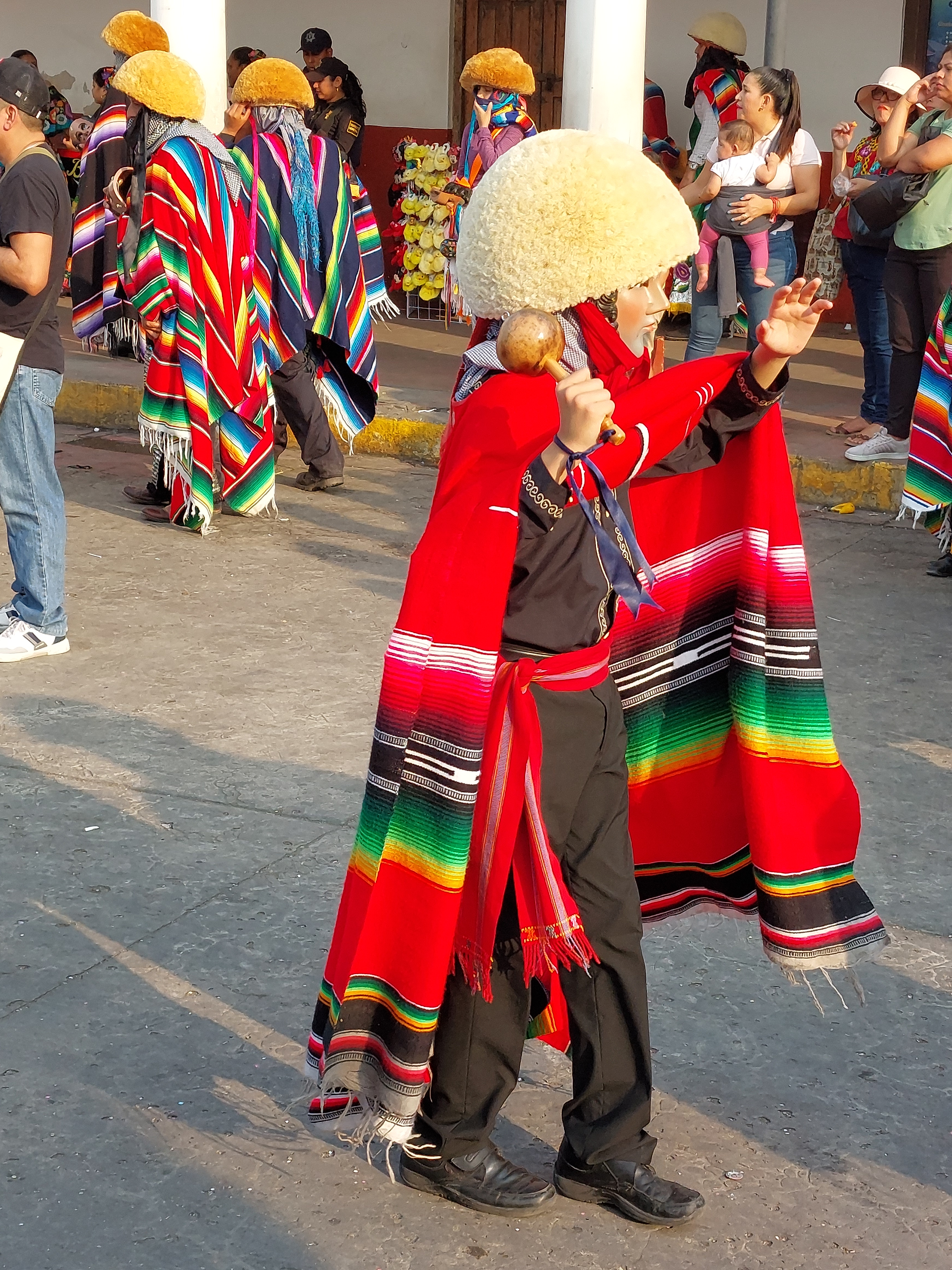
Mannen klederdracht Fiesta Grande de Enero

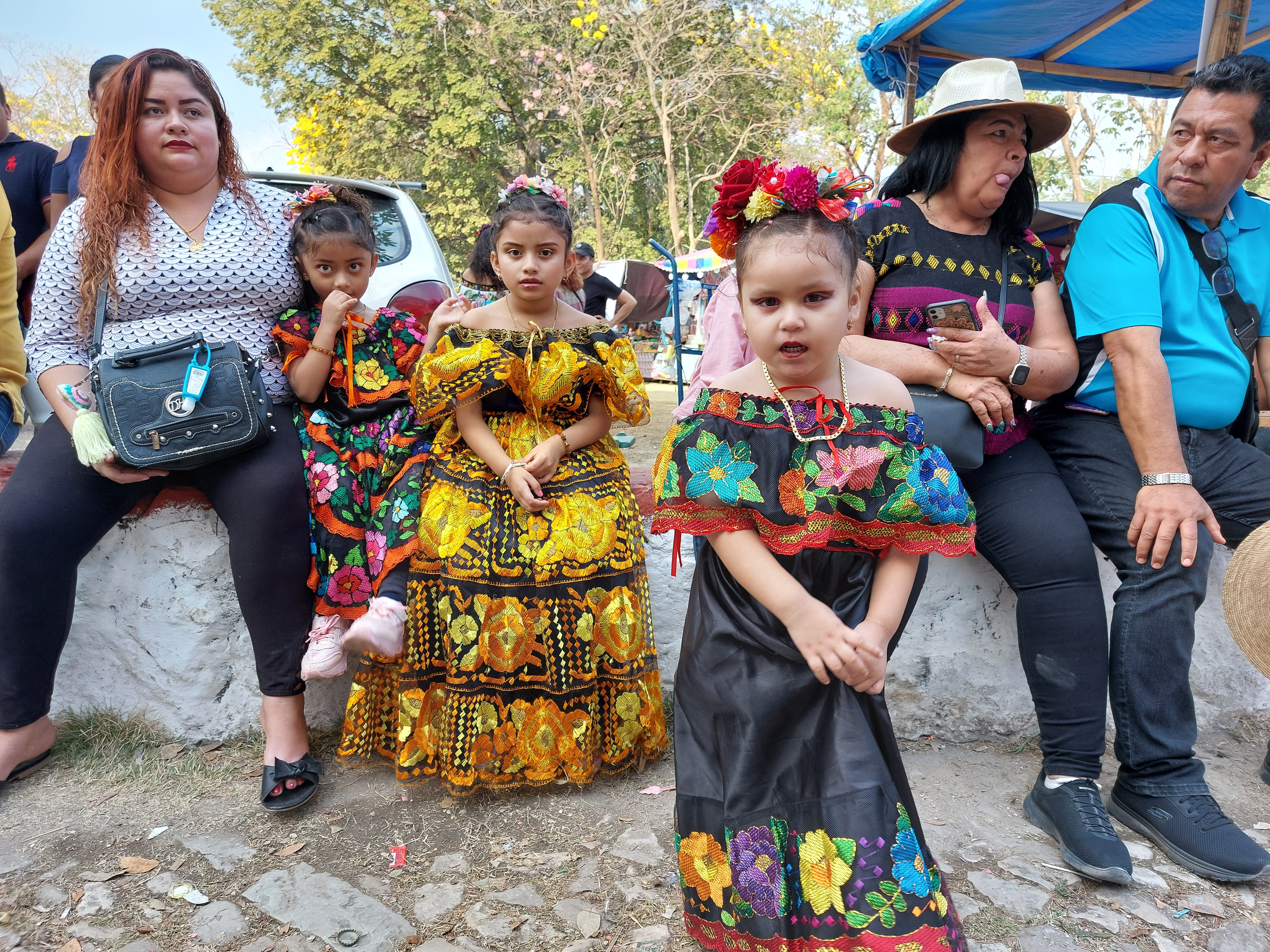
Meisjes klederdracht Fiesta Grande de Enero

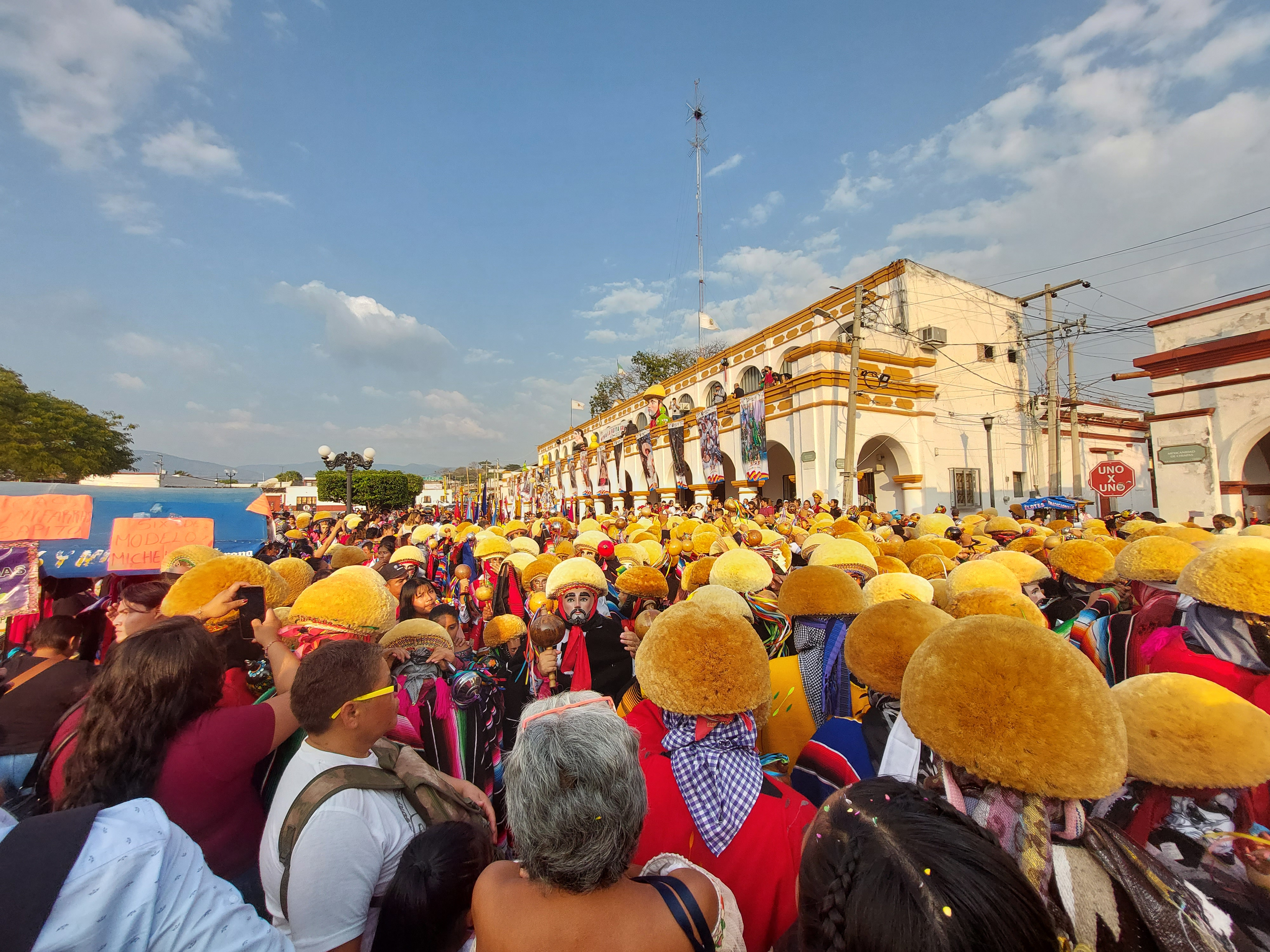
Parachicos

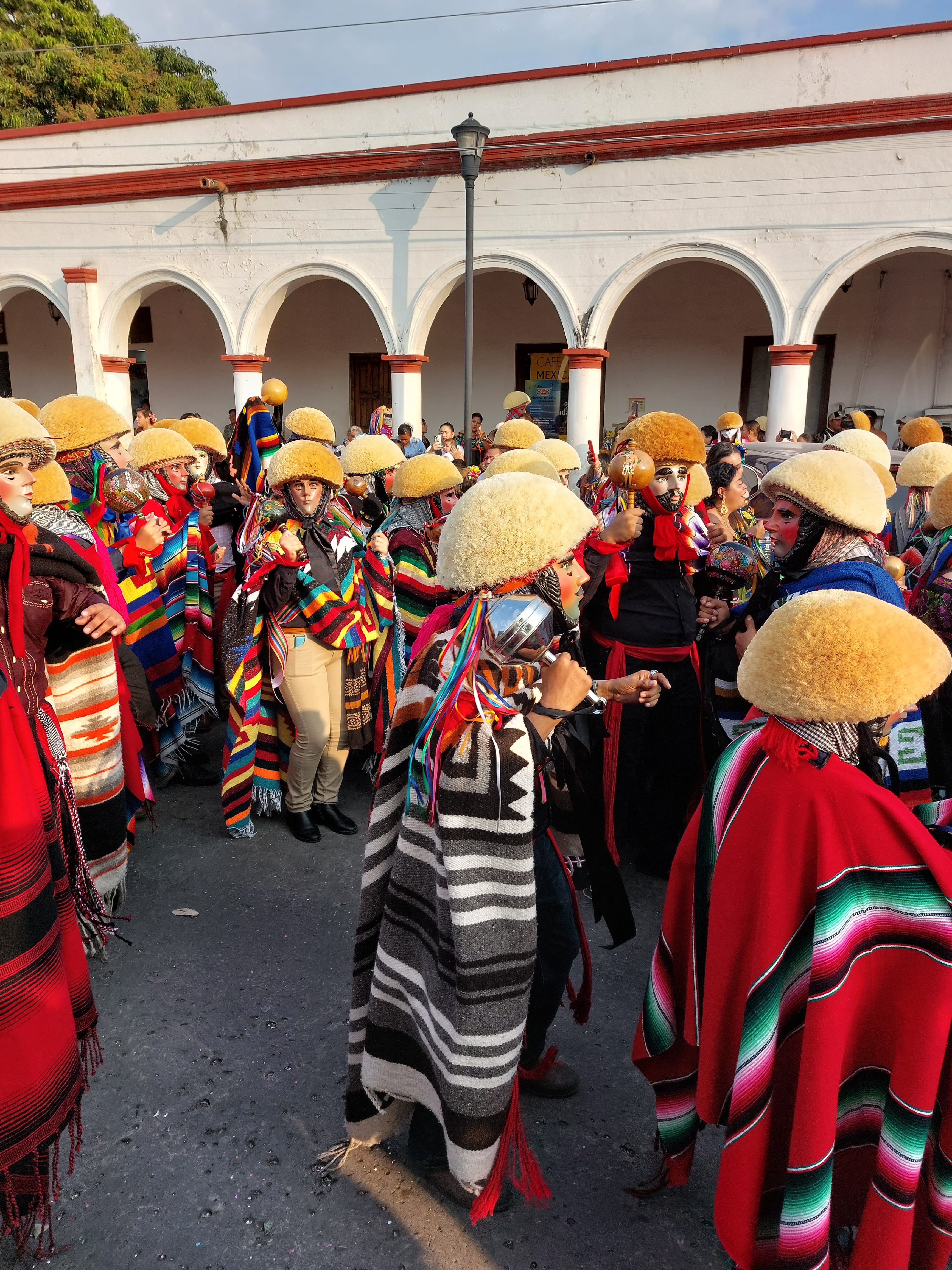
Parachicos

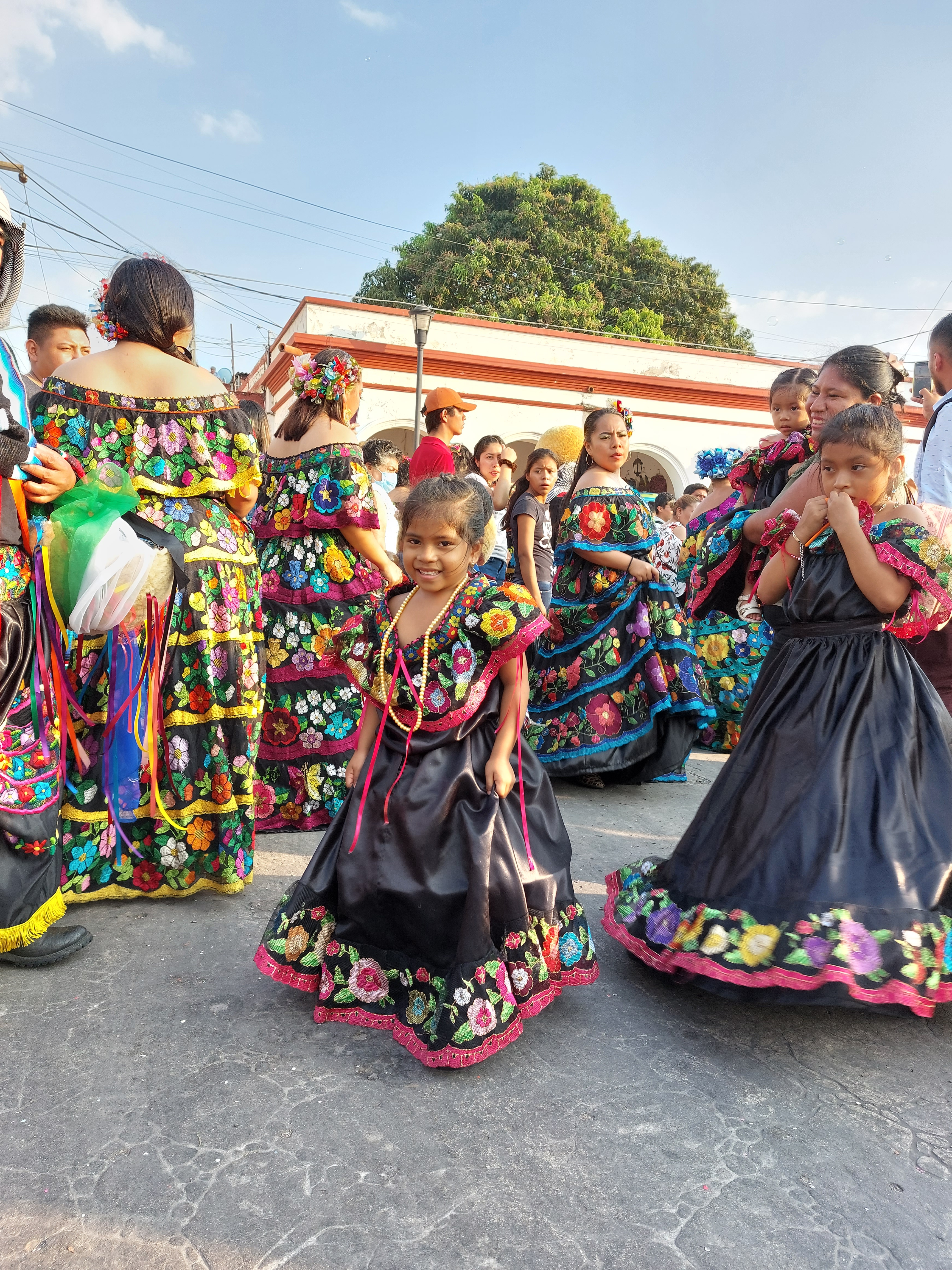
Kostuums Chiapaneca's

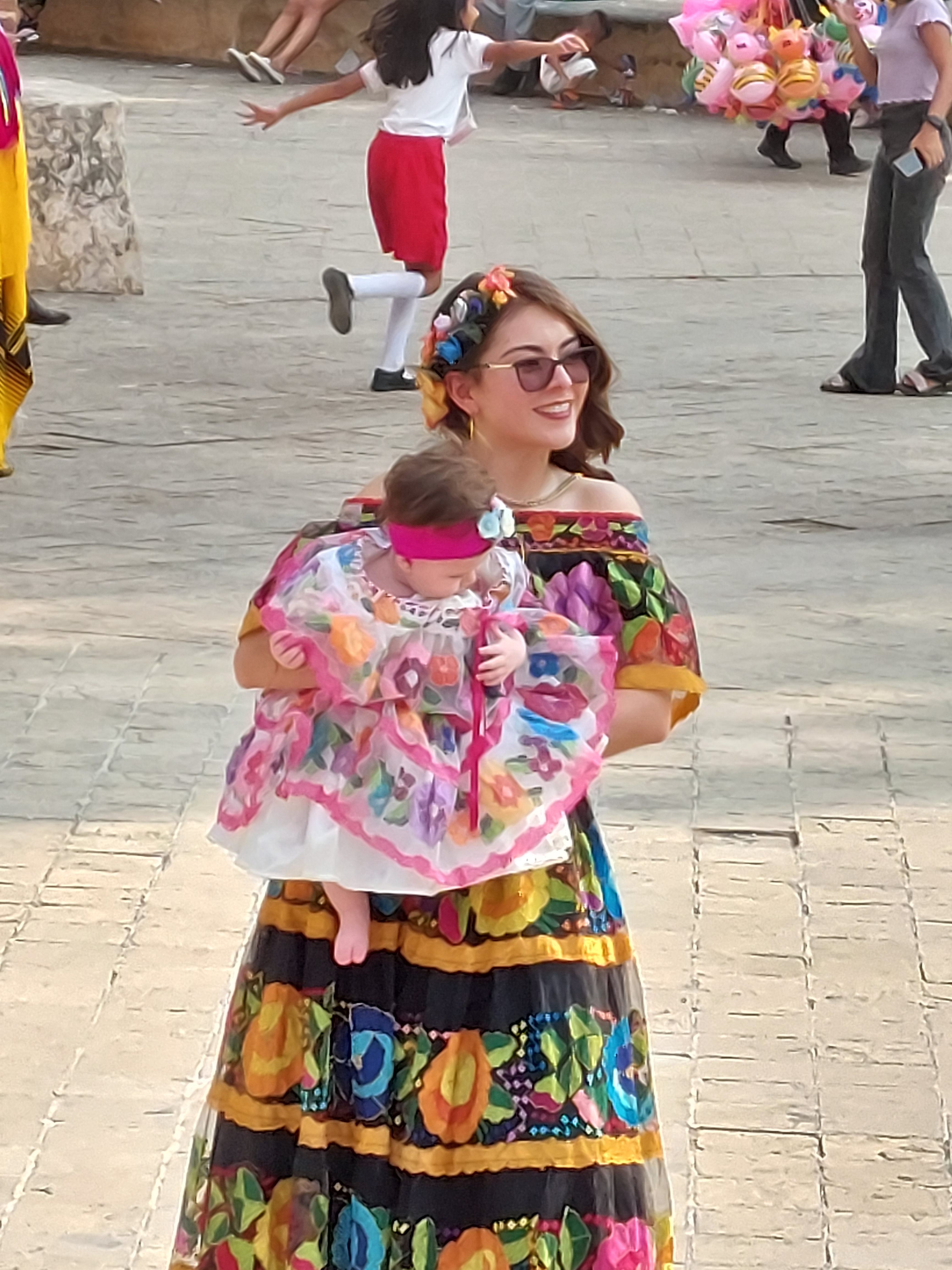
Ook baby's worden mooi aangekleed

Chiapa de Corzo is een stad in de Mexicaanse deelstaat Chiapas. De stad ligt niet ver van Tuxtla Gutiérrez, aan een oever dan de Grijalva. Volgens de census van 2000 had de stad 29.341 inwoners. Chiapa de Corzo is de hoofdplaats van de gelijknamige gemeente.
In de precolumbiaanse tijd werd Chiapa bewoond door de Soctona en heette het Soctón Nandalumí. De Soctona waren de enigen die zich niet overgaven tijdens de Spaanse verovering. Pas na de komst van Pedro de Alvarado werden zij onderworpen en grotendeels uitgemoord.
Tijdens de koloniale tijd was "Chiapa van de Indianen" de officieuze hoofdstad voor de indianen van Chiapas, terwijl San Cristóbal de las Casas, "Chiapa van de Spanjaarden" vrijwel alleen door blanken werd bewoond. In recenter tijden is deze tweedeling verdwenen en is de bevolking van Chiapa de Corzo veel meer gemengd.
Door toeristen wordt Chiapa de Corzo vooral bezocht vanwege het Convento de Santo Domingo en de nabijgelegen Cañón del Sumidero. Vanuit Chiapa kun je deze kloof op en neer varen. Daarnaast is het stadje ook bezienswaardig als oud Spaans koloniaal erfgoed. Zo staat bijv. op de grote Plaza Central de fraaie in Moorse stijl gebouwde Fuente Mudejar uit de 16e eeuw
Ieder jaar in januari vindt hier het Fiesta Grande de Enero plaats , "het grote januari feest". Er zijn dan een groot aantal processies en missen van 's morgens tot zonsondergang. De feesten  duren van 4 tot 23 januari, en het  is een zeer kleurrijk en uitbundig gebeuren. Het feest is ter ere van drie plaatselijk vereerde heiligen, Onze Lieve Heer van Esquipulas (15 januari), Sint Antonius Abt (17 januari) en Sint Sebastiaan (20 januari). Het is echter een al meer dan 300 jaar bestaande traditie die in de loop der tijd vermengd is geworden met het katholieke geloof. De mannen zijn de z.g. Parachicos en de vrouwen de  Chiapanecas. Beide groepen hebben hun specifieke klederdrachten; bij de mannen is dit o.a. een bijzonder soort hoofddeksel, een rammelaar en een houten gezichtsmasker. De vrouwen dragen zeer kleurrijke jurken. 
Dit feest werd in 2010 opgenomen als immaterieel cultureel erfgoed door de Unesco. 

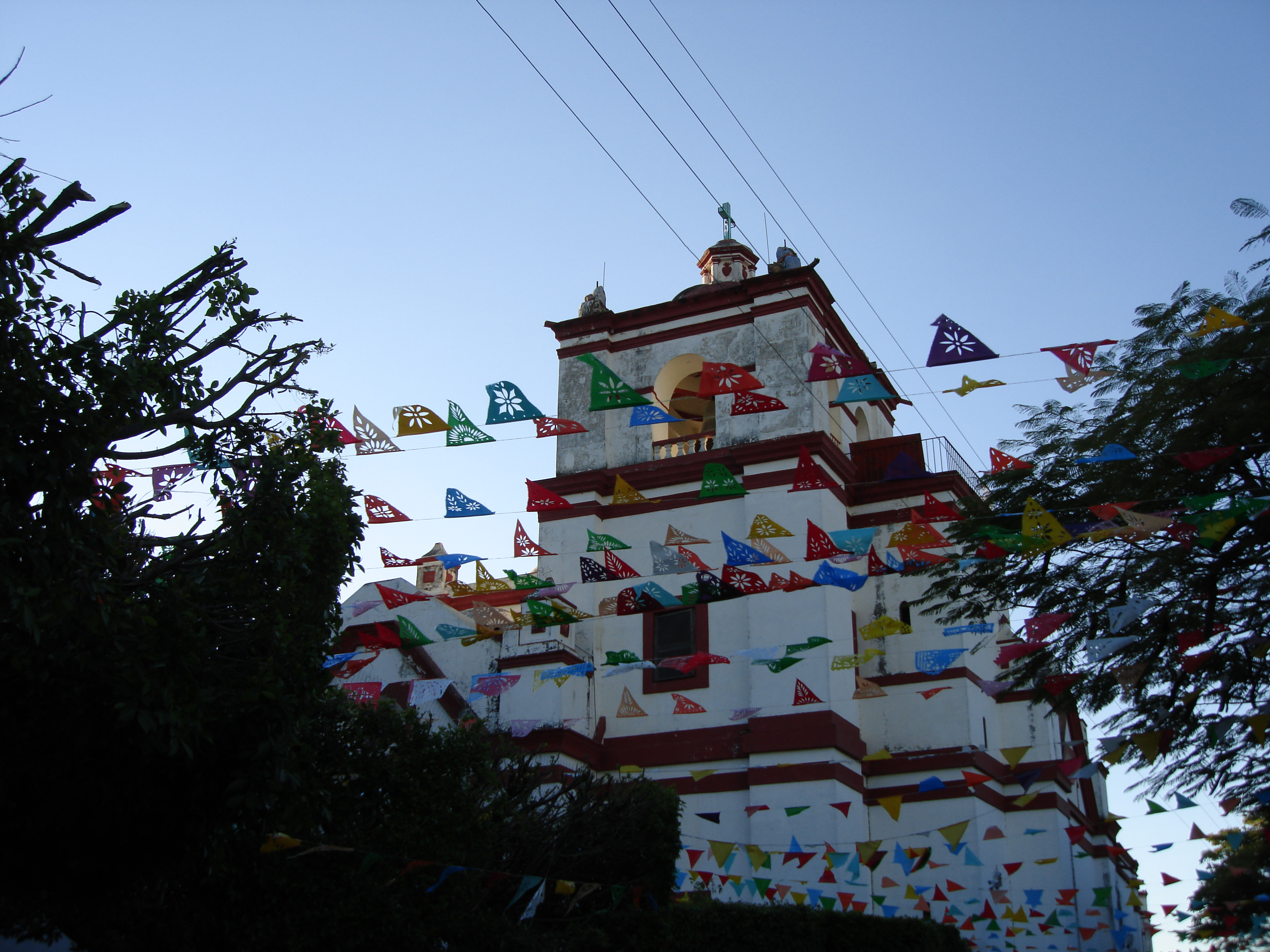
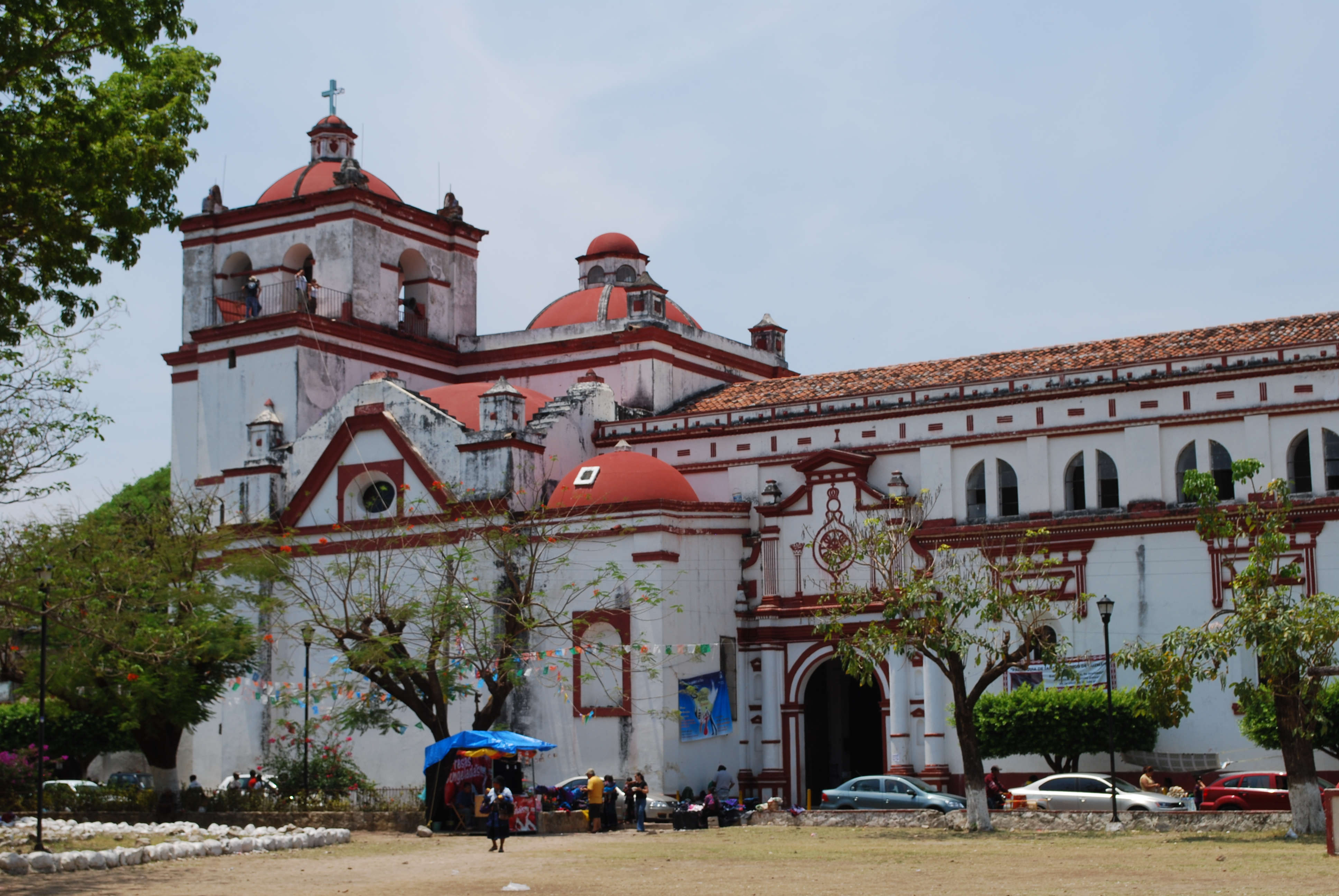
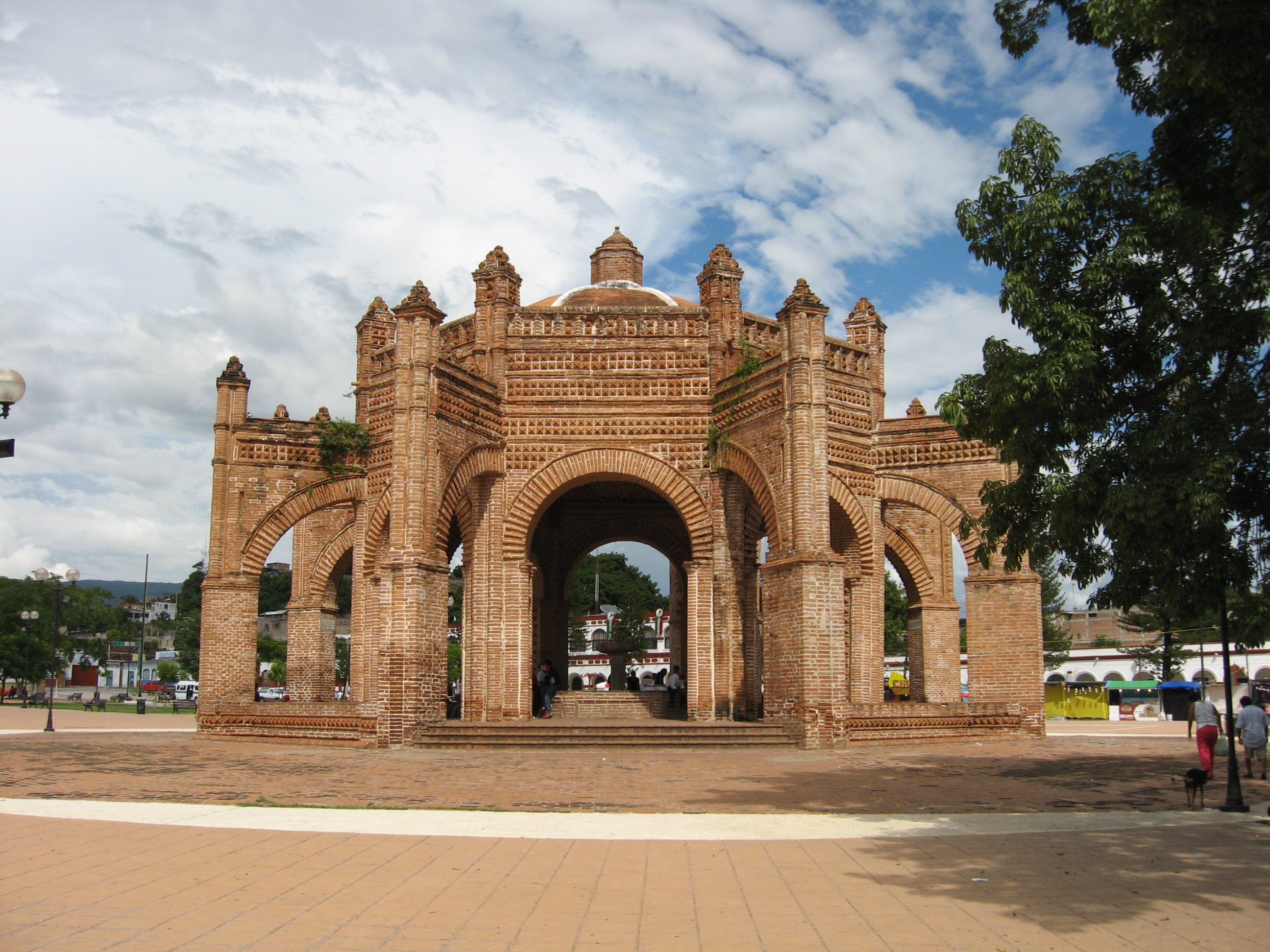
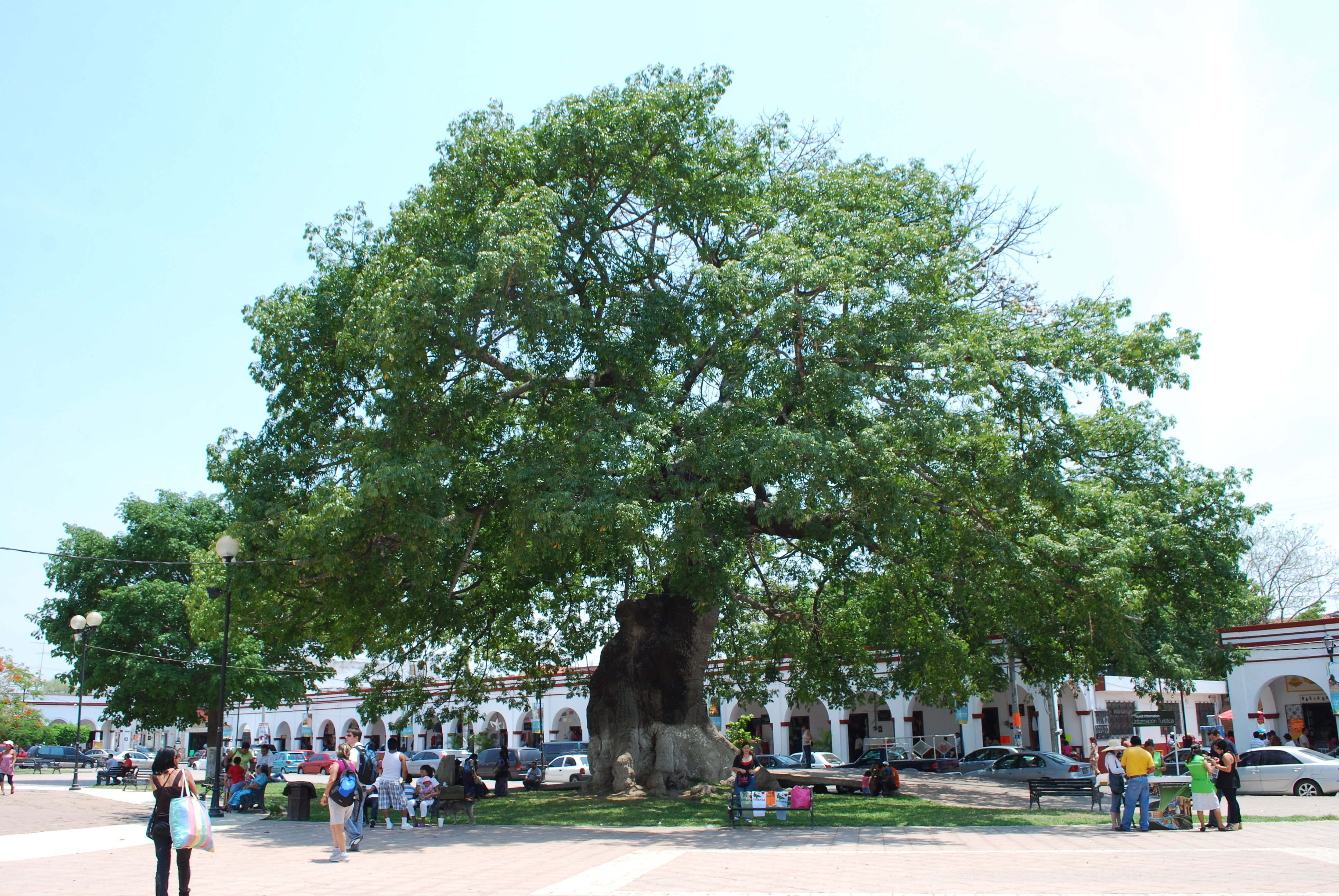
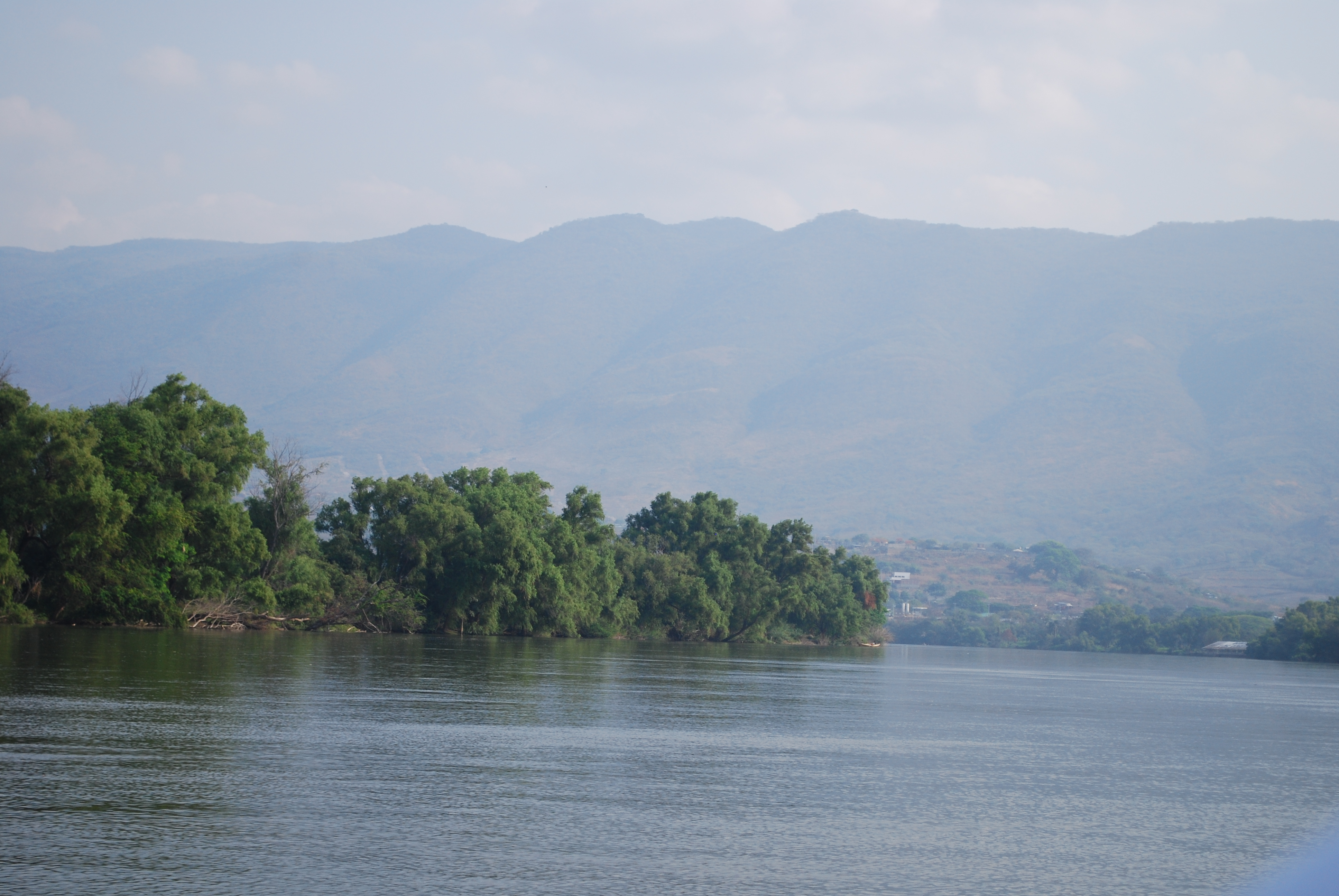
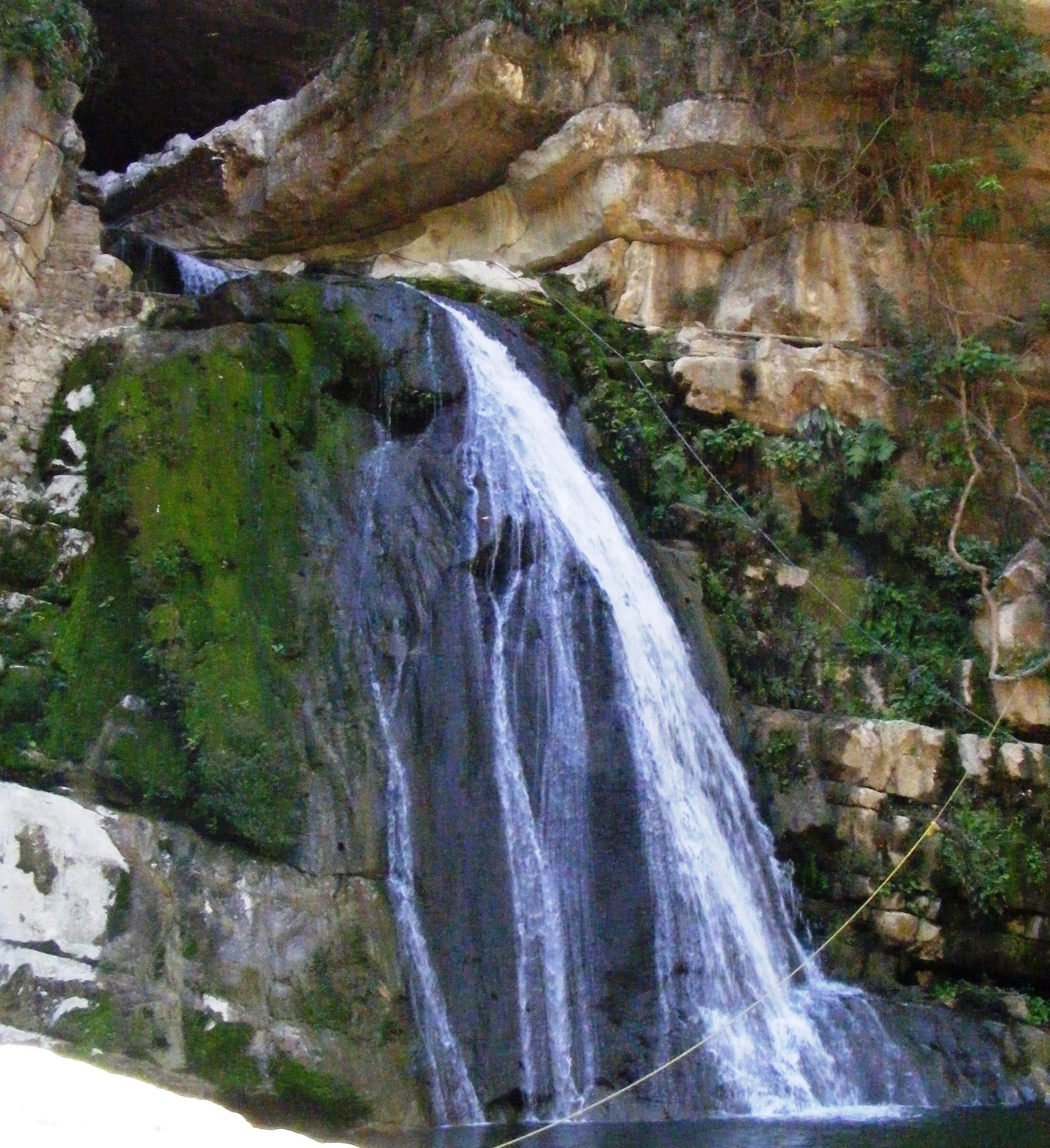